# Lechona
La lechona es un plato típico de la región colombiana del Tolima y el Huila, aunque su preparación se ha extendido a otros departamentos como el Valle del Cauca y Cundinamarca. Este plato fuerte está compuesto por carne de cerdo, arvejas y arroz (opcional). Es servido con arepas de maíz blanco y en la región del Tolima con una variedad de natilla que localmente se conoce como "insulso".

## Preparación
La lechona varía de tamaño y peso, dependiendo del tamaño del cerdo o la piel de cerdo que se emplee, y la cantidad de carne e ingredientes utilizados en su preparación. Lo primero es limpiar el animal y extraer la carne con cuidado de no romper la piel dejando la cabeza intacta. Para darle mejor sabor a la parte externa de la lechona se le debe aplicar sal, lo que dará como resultado una mejor cocción, color y presentación del plato.
La carne que se extrajo es adobada con cebolla larga picada, ajos pelados y triturados, agua, sal, pimienta y comino, también se puede agregar más carne porque a veces solo la carne del animal no es suficiente. Vale la pena agregar que la carne de las costillas no se debe separar ya que será parte fundamental de la estructura final del plato, es decir se corta con todo y huesos de las costillas, esta debe ser igualmente adobada. Una vez la carne este adobada se procede a la preparación del relleno, que consta de: arveja, manteca de cerdo, arroz y cebolla finamente picada. Todo esto se fríe en una paila (olla) agregando la carne picada y adobada.
Se rellena la lechona teniendo en cuenta que se debe poner una capa de carne y hueso de costilla, seguida del relleno, previamente preparado, repitiendo este procedimiento hasta llenar completamente la piel del cerdo, se debe rellenar de esta manera para que la estructura de la lechona se mantenga. Se debe coser la lechona en punto de cruz y se lleva al horno en una parrilla con huecos. Cuando la lechona ya este en el horno se debe bañar con jugo de naranja agria o limón para que su parte externa tueste adecuadamente y quede crocante, se debe cubrir para que se cocine sin quemarse, se puede cubrir con hojas de plátano, guineo o similares, y si no se tienen de estas hojas entonces se cubre con aluminio.

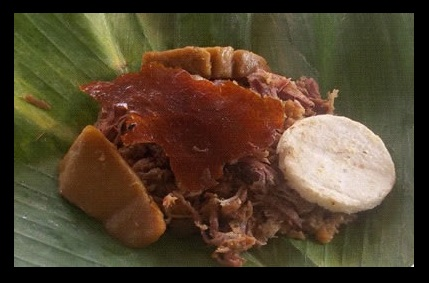
Plato de Lechona

Se debe preparar en el horno por 2 horas a 200 grados y luego 1 hora a 180 grados si es pequeña. Tradicionalmente se prepara en hornos de barro precalentados y su cocción es de aproximadamente 13 horas o más si el animas es mayor a 4 arrobas, es importante destaparla las ultima hora de cocción para dorarla bien. Después de esto se debe dejar enfriar, para servir en platos individuales repartiendo porciones de relleno y piel equitativamente, acompañado por arepa de maíz blanco, o insulso en el Tolima y una bebida al gusto. En algunos casos se sirve una pequeña ración sobre el tamal tolimense.

## Historia
Su origen es español, teniendo su antecesor en el asado castellano; allí no se hace con el relleno. Durante la conquista de América, se fue modificando, y adaptándose a la gastronomía local.
La lechona ha tenido una gran acogida desde que llegó a Colombia cuando los conquistadores españoles llegaron a tierras suramericanas. Era consumida inicialmente por los ricos de esta época para festejar ocasiones importantes y vísperas navideñas como sinónimo de compañía. Con el paso del tiempo este plato fue adoptado por muchos hogares Colombianos, lo que le dio sutiles diferencias en la preparación y la manera en que se acompaña el plato final, haciéndolo parte de las comidas típicas del país. Una de esas diferencias es que en algunos lugares lleva arroz y en su mayoría carne pulpa y en otros lleva más arveja y además, de la carne, lleva huesos de cerdo. En 2004 la Alcaldía del municipio de Espinal, Tolima mediante resolución del 29 de junio declaró ese día como el Nacional de la Lechona.